# Windows Mobile
Виндовс мобајл (енгл. Windows Mobile)  је укинути мобилни оперативни систем који је развио Мајкрософт за паметне телефоне и личне дигиталне асистенте (ПДА). Дизајниран да буде преносиви еквивалент оперативног система Виндовс у области мобилних и преносивих рачунара у настајању, оперативни систем је изграђен на основу Виндовс ЦЕ и првобитно објављен као Pocket PC 2000.
Мајкрософт је представио дигиталног асистента без тастатуре Pocket PC, а софтвер за Pocket PC 2000. Заснован је на верзији 3.0 Виндовс ЦЕ, оперативног система који је првобитно развијен за ручни рачунар 1996. Следеће верзије су биле Pocket PC 2002 и Smartphone 2002, од којих би последња покретала нову категорију мобилних телефона заснованих на тастатури под називом Smartphone. Са издавањем Виндовс мобајл 2003, софтвер је ребрендиран у један "Виндовс мобајл" за џепне рачунаре и паметне телефоне, и да би се бренд повезао са својим десктоп верзијом. Подршка за SH-3 и MIPS процесорске архитектуре је одбачена, фокусирајући се само на ARM. За Виндовс мобајл 5.0, Мајкрософт је ујединио одвојене развоје софтвера за џепни рачунар и паметни телефон у јединствену Виндовс мобајл базу кодова. Подаци се могу синхронизовати са десктоп рачунарима користећи ActiveSync софтвер, а касније помоћу Windows Mobile Device Center-а.
Виндовс мобајл 6.0 (2007) и 6.1 (2008) били су следећа велика издања и до тада су хардверски уређаји такође били искључиво у оквиру Виндовс мобајла. Заједно са последњим великим издањем, Виндовс мобајл 6.5, првим који је дизајниран за употребу без оловке на екранима осетљивим на додир, Мајкрософт је такође представио Windows Marketplace for Mobile за дистрибуцију софтвера за Виндовс мобајл 6.x уређаје. Након успеха новијих мобилних оперативних система као што је iOS, Виндовс мобајл је брзо избледео; Мајкрософт је најавио модернији и потрошачки фокусиранији Windows Phone 7 као његову замену, а Виндовс мобајл је застарео пошто постојећи уређаји и софтвер нису компатибилни са Windows Phone-ом.

## Тржишни удео
Удео Виндовс мобајла на тржишту паметних телефона растао је од његовог почетка док су нови уређаји излазили на тржиште. Након врхунца 2007., забележио је пад из године у годину.
У првом кварталу 2003. Виндовс мобајл је био трећи највећи оперативни систем на тржишту паметних ручних рачунара, иза Симбиан-а и Палм ОС-а.
У првом кварталу 2004. Виндовс мобајл је чинио 23% продаје паметних телефона широм света. Пројектовано је да ће Виндовс мобајл 2005. престићи Симбиан и постати водећи мобилни ОС до 2010. У трећем кварталу 2004. Виндовс монајл (ЦЕ) је надмашио Палм ОС и постао највећи ПДА оперативни систем.